# Franco De Gregori
Francesco De Gregori, detto Franco (Vittorio Veneto, 8 gennaio 1927 – Vittorio Veneto, 3 aprile 1951), è stato un calciatore italiano, di ruolo centrocampista.

## Carriera
Ha disputato tre campionati di Serie A (dal 1947 al 1950) totalizzando complessivamente 30 presenze e 2 reti in massima serie.
Nell'estate 1950 era stato già perfezionato il suo trasferimento al Venezia, ma dovette abbandonare l'attività agonistica per aver contratto la pleurite, a seguito della quale morì nell'aprile 1951 all'età di 24 anni.